# Nessuno mi può giudicare (película)
Nessuno mi può giudicare (traducido en español: Nadie me puede juzgar) es una película musical de Italia estrenada en 1966, dirigida por Ettore Maria Fizzarotti. Lleva el nombre de la canción «Nessuno mi può giudicare» de Caterina Caselli. Tuvo una secuela titulada Perdono lanzada el mismo año.
La película, que costó ochenta millones de liras, fue un éxito de taquilla al recaudar mil millones tras su estreno.

## Sinopsis
Federico, habiendo llegado a Roma para buscar trabajo, es atropellado por el director de Grandi Magazzini (Grandes Almacenes); se reencuentra con él poco después, porque tiene una entrevista para trabajar como ascensorista.
Posteriormente, Federico conoce a Laura, la dependienta, pero su amor se ve frustrado por el jefe de la muchacha, que está enamorado de ella.

## Reparto
- Laura Efrikian como Laura
- Fabrizio Moroni como Federico
- Caterina Caselli como Caterina
- Alberto Terrani como Alberto
- Clelia Matania como Adelina
- Nino Taranto como Antonio
- Gino Bramieri como director
- Vittorio Congia como Vittorio
- Wanda Capodaglio como la abuela de Laura
- Carlo Taranto como Peppiniello